# Cristian Polo
Cristian André Polo Loayza (Pasaje, 24 de octubre de 1969) es un abogado, profesor y activista por los derechos LGBT ecuatoriano. Fue una de las figuras principales en el proceso para lograr la despenalización de la homosexualidad en Ecuador en 1997, siendo el abogado que escribió la demanda con la que se declaró inconstitucional la ley que criminalizaba a las personas LGBT.

## Biografía
Nació el 24 de octubre de 1969 en Pasaje, provincia de El Oro. Realizó sus estudios superiores en la Universidad de Cuenca, donde en 1992 obtuvo el título de licenciado en ciencias políticas y sociales. En 1994 obtuvo un doctorado en jurisprudencia en la misma universidad.
Luego de completar sus estudios se mudó a la ciudad de Quito, pero fue despedido del banco en que trabajaba cuando su superior se enteró de que era homosexual. Alrededor de esa época empezó a concurrir a la fundación Fedaeps, de la que eran parte varios activistas LGBT de la ciudad, como Orlando Montoya e Irene León. Meses después, Polo entró a trabajar a Fedaeps como encargado del programa Alerta Homofobia, que ofrecía ayuda legal en casos de discriminación a personas LGBT.

### Despenalización de la homosexualidad
Como parte de Fedaeps, Polo empezó a trabajar en la estrategia de la fundación para lograr la despenalización de la homosexualidad en Ecuador, que en ese entonces era un delito en Ecuador con una pena de hasta ocho años de reclusión. Este proceso se vio acelerado por la Redada del bar Abanicos, una incursión policial en un bar LGBT en Cuenca ocurrida en junio de 1997 en que las personas detenidas sufrieron una serie de abusos. El caso llegó a oídos de Fedaeps por medio de contactos de Polo, dado que algunos amigos universitarios suyos estaban entre los detenidos. Fedaeps creó entonces la agrupación Triángulo Andino para anunciar de forma pública la campaña por la despenalización de la homosexualidad, con Polo como el vocero jurídico del grupo.
La agrupación discutió varias opciones para lograr el cambio legal en conjunto con otras dos organizaciones LGBT: la Asociación Coccinelle y el Grupo Tolerancia. Finalmente se decidió presentar una demanda en el Tribunal Constitucional, que sería patrocinada por el jurista Ernesto López, antiguo presidente del organismo. Tras reunirse con él, se acordó que la demanda fuera escrita por Polo bajo la supervisión de López, quien luego la firmaría. Las dos primeras versiones del texto de la demanda fueron rechazadas por López, quien dio varias indicaciones para mejorarlas. López aceptó la tercera versión de la misma, que fue presentada ante el Tribunal y contó con las firmas, en adición a la de Polo y de López, de Jimmy Coronado Tello, Silvia Haro Proaño, José Urriola y Gonzalo Abarca.
Durante los dos meses siguientes, miembros de Tolerancia y Triángulo Andino, entre ellos Polo, acudieron al Tribunal Constitucional para obtener audiencias con los vocales del mismo y explicar la necesidad de la despenalización. En total, se reunieron con siete de los nueve vocales.
El 25 de noviembre de 1997, el Tribunal Constitucional dio su dictamen de forma unánime en el caso y dio la razón a los demandantes, por lo que declaró inconstitucional el primer inciso del artículo 516 del Código Penal y de este modo despenalizó la homosexualidad en Ecuador.

### Activismo posterior
Polo fue también el abogado que elaboró los estatutos para la legalización de la Asociación Coccinelle, que se convirtió en la primera organización abiertamente LGBT en obtener reconocimiento jurídico en la historia de Ecuador.
En diciembre de 1997, se instaló la Asamblea Constituyente de Ecuador de 1997 y 1998, con el fin de redactar una nueva constitución para el país. Gracias a los contactos políticos de Irene León, Polo y Orlando Montoya asistieron como representantes de Triángulo Andino a conversaciones con asambleístas para proponer cambios en favor de las poblaciones LGBT. Con el apoyo de la asambleísta Nina Pacari, esto permitió que se lograra incluir la orientación sexual entre las categorías protegidas contra la discriminación en el artículo 23 de la constitución.
Tras el logro alcanzado en la Constitución de 1998, Polo decidió abandonar el país debido al constante acoso homofóbico y amenazas de muerte  que empezó a sufrir desde el tiempo de la campaña por la despenalización y que no se detuvieron luego de alcanzar el dictamen del Tribunal Constitucional. Polo se mudó finalmente a Estados Unidos, donde se dedicó a la enseñanza como profesor de español.